# 赤鹿地所
赤鹿地所（あかしかじしょ）は、兵庫県姫路市に本拠を置く日本の不動産会社。姫路市を中心に「ロワイヤルガーデンズ」ブランドによる宅地分譲、商業地開発、不動産買取り、不動産仲介を中心とする事業を独自の手法で行っている。

## 概要
「ロワイヤルガーデンズ」自社ブランドの宅地分譲シリーズのほか、マックスバリュ、ファミリーマート、ローソン等スーパーやコンビニから、日本マクドナルド、ケンタッキー・フライド・チキンなどをはじめとする外食店舗の商業開発、用地買収・交換などを含む難しい開発を多く手掛ける不動産開発の会社。

### 創業
1958年（昭和33年）創業者の赤鹿武が赤鹿建設を創業。1972年、株式会社アカシカハウスを設立、高度成長期の波に乗り急成長。1979年には、設計部門である株式会社プランニングパックが独立。1986年からは株式会社サンコーフーズを設立し、外食産業にも進出。姫路市内に「王将」を出店。1988年には郊外型飲食店「大阪王将」をオープン。1989年、バブル期終焉とともに「王将」の権利譲渡で外食産業からは撤退。

### 赤鹿地所
1990年、サンコーフーズの社名を変更し、現在の株式会社赤鹿地所を設立。不動産会社として事業開始。1992年、現社長である創業者の次男であった赤鹿保生が入社。未整備であった不動産仲介会社としての業務整理とフローの確立に注力。7年後の1999年には保生が社長に就任。支店開設など順調に業績を伸ばす。2000年には、保生が代表を兼任するグループ会社アカシカハウスで分譲マンション販売代理事業に乗り出し、ゼロ金利政策、ミニバブルもあり業績拡大。姫路市内マンション供給戸数第1位になる。しかし3年ほどで、マンションションブームが去り、2003年販売代理業務から撤退。

### ロワイヤルガーデンズ
保生は、ある一冊の本を読んだことをきっかけに、経営哲学や心理学を勉強する。5名での再スタートの中、企業の社会的使命を考え経営理念を文書化し、社員とともにベクトルを合わせる方針に転換。新たな収益の柱となるものを模索していたさ中、自社で分譲宅地にすることを着想、農地を購入して自社ブランドの宅地分譲を開始。2004年に「ロワイヤルガーデンズ書写」の名称で12区画を「建築条件なし」で売り出したところ2週間で完売。客の問題や課題に応えることで、そこに必ず市場が存在することを思い知り、「建築条件なし宅地分譲」のモデルを構築する。その後、同業者が手を出せない難しい案件なども多く手掛ける。また、経営計画の重要性を訴え、「経営計画書」を毎年作成し全社員で年間計画を共有。毎月の営業活動において、行動を可視化し実行管理する事で、経営の効率性・効果性を高めて少人数で高い成果を上げている。2017年に宅地分譲の販売は年間100区画を越え、同業者の受諾販売も始める。終身雇用をうたい経営理念に「成長、創造、貢献」を人事理念に「Learning By Doing!～実践を通して学ぶ～」を掲げ「自立型人間の育成」を重視している。

### 評価
『理念と経営』（2018年7月号）は同社を「企業事例研究」において、同社が手掛けることでその場所がよみがえる「価値創造」企業であり、社員の創意工夫やアイデアが「不動産価値創造企業」を目指す同社にとって経営の貴重な資源となっていることを指摘し、その組織マネジメント力を高く評価している。

## 沿革
- 1958年（昭和33年） - 9月、赤鹿工務店として創業。
- 1972年（昭和47年） - 3月、株式会社アカシカハウス設立。
- 1979年（昭和54年） - 4月株式会社プランニングパック設立。設計部門を独立。
- 1986年（昭和61年）- 外食産業に参入。株式会社サンコーフーズ設立。「王将」を姫路市内に出店。
- 1988年（昭和63年） - 郊外型店舗の「大阪王将」オープン。
- 1989年（平成元年） - 王将店舗を権利譲渡。
- 1990年（平成2年） - 6月、株式会社サンコーフーズから社名変更し設立。不動産業へ本格参入。
- 1992年（平成4年） - 9月、現代表の赤鹿保生入社。住宅仲介業を開始。
- 1997年（平成9年） - 3月、本店を、現在の姫路市辻井1丁目へ移転。
- 1999年（平成11年） - 2月、赤鹿保生が代表取締役に就任。
- 2000年（平成12年） - 4月、日銀がゼロ金利政策を発表。分譲マンション受諾販売に進出。8月賃貸事業会社、辰己企画を設立。
- 2003年（平成15年） - マンション受諾販売から撤退。5名の社員で再スタート。不動産仲介業から不動産開発事業へ大きく舵を切る。
- 2004年（平成16年） - 宅地分譲事業開始。建築条件なしの「ロワイヤルガーデンズ書写」12区画を2週間で売り切る。
- 2005年（平成17年） - 住宅買取事業、流通店舗事業開始。用地仕入れを強化し、宅地分譲事業を本格化。
- 2006年（平成18年） - JR竜野駅再開発プロジェクトに着手。赤鹿保生が辰己企画代表に。
- 2007年（平成19年） - 辰己企画にてジャスコ竜野店跡地を購入し大型商業施設を誘致、自社開発のマックスバリュ龍野店がオープン。
- 2008年（平成20年） - 「ロワイヤルガーデンズ糸引（22区画）」が好調。
- 2017年（平成29年） - 売上は2年連続10億円を突破。季刊誌「ええ土地ペーパー」を創刊。他社の分譲地受諾販売開始。
- 2018年（平成30年） - 地域版住宅地専門サイト「姫路土地ナビ」開始。販売区画数が98区画。受諾販売20区画販売。

（出典）

## 関連会社
- 辰己企画

## メディア出演
- 2013年10月26日 - 日経CNBC「時代のニューウェーブ」[7]
- 2014年3月9日 - サンテレビ アサスマ![10]
- 2018年10月 - 週刊エコノミストTV
- 2020年11月20日 - TBSラジオ - 「宇賀なつみのテンカイズα」 #37 「赤鹿地所 赤鹿保生代表」登場！[11][12]

### 書籍
- 『「行動の見える化」で成果は変わる。』（発行:グローヴィス 発売:星雲社、2020年1月8日発行）[13]

### 雑誌
- 『Newsweek』 2018年11月27日号
- 『エコノミスト』（毎日新聞出版）2018年10月2日号
- 『理念と経営』2018年7月号